# Blepisanis angusta
Blepisanis angusta là một loài bọ cánh cứng trong họ Cerambycidae.